# Блэкберн, Люк Прайор
Люк Прайор Блэкберн (англ. Luke Pryor Blackburn) (16 июня 1816 — 14 сентября 1887) — американский врач и политик, губернатор штата Кентукки в 1879—1883 годах.

## Биография
Родился в округе Вудфорд, учился медицине в Трансильванском университете, который окончил в 1835 году, после чего начал практиковать в городе Версаль. В 1843—1844 годах был членом законодательного собрания штата Кентукки от партии вигов.
В 1846 году Блэкберн переехал в город Натчез в штате Миссисипи, где в 1848 и в 1854 годах успешно боролся путём карантина с жёлтой лихорадкой.
Во время Гражданской войны в США Блэкберн был сторонником южан. В апреле 1865 года к консулу США в Торонто явился некий Джозеф Хьямс и рассказал ему о заговоре, во главе которого стоит находящийся в Канаде Блэкберн. Тот якобы собрал в чемоданы и сундуки постельные принадлежности, на которых умерли жертвы жёлтой лихорадки, и их одежду, но не всю, а только ту, которая могла бы сойти за новую. Эти чемоданы и сундуки Блэкберн предположительно собирался отправить на территорию Севера, чтобы вызвать там эпидемию. Один чемодан, который Хьямс должен был лично доставить в Белый дом, якобы предназначался для самого президента США Авраама Линкольна. В нём было несколько шёлковых рубашек как раз размера Линкольна и письмо якобы от анонимного поклонника. Под рубашками лежало одеяло, по утверждению Хьямса, взятое с постели жертвы жёлтой лихорадки. Блэкберн якобы заявил Хьямсу, что это убьет как самого президента, так и всех других обитателей Белого дома. По словам Хьямса, сундуки с заражённой одеждой хранились в отеле Эдварда Суона на Бермудах (на Бермудах находилась база судов-прорывателей блокады южных штатов, и Блэкберн занимался там оказанием помощи больным). Там при обыске действительно обнаружили три подозрительных сундука с одеждой. Её облили кислотой и сожгли, а Суона оштрафовали за нарушение санитарных норм. Сам Блэкберн был арестован канадскими властями по просьбе американских. Его обвинили в заговоре с целью убийства и в нарушении нейтралитета Канады, но освободили под залог в 8000 долларов. Канадский суд оправдал Блэкберна. При этом, жёлтая лихорадка передаётся только через укусы комаров, но в 1865 году это ещё не было установлено.
Блэкберн вернулся в свой родной Кентукки в 1872 году. Он боролся с жёлтой лихорадкой в Теннесси в 1873 году, во Флориде в 1877 году и в Кентукки в 1878 году.
В 1879 году он был избран губернатором Кентукки от Демократической партии. Наиболее значимым его достижением на посту губернатора стало улучшение пенитенциарной системы штата. Многие заключённые были помилованы, что помогло уменьшить переполненность тюрем. Также была осуществлена реформа судебной системы штата, для финансирования необходимых программ был увеличен налог на имущество.
После отставки в 1883 году Блэкберн вновь занялся медициной.
Блэкберн был дважды женат, у него был один сын.